# ریموند ویلیامز
ریموند هنری ویلیامز (به انگلیسی: Raymond Henry Williams) (زاده ۱۳ اوت ۱۹۲۱ – درگذشته ۲۶ ژانویه ۱۹۸۸) منتقد و رمان‌نویس اهل ولز بود. او شخصیتی تأثیرگذار در حزب چپ نو و مباحث گسترده‌تر فرهنگ بود. نوشته‌های او دربارهٔ سیاست، فرهنگ، رسانه‌های جمعی و ادبیات سهم عمده‌ای را از نقدهای مارکسیستی از فرهنگ و هنر به خود اختصاص داده‌اند. تنها در انگلستان، ۷۵۰٬۰۰۰ نسخه از کتاب‌های او به فروش رفته و ترجمه‌های فراوانی از آن‌ها نیز موجود است. نوشته‌های او پایه و اساس رشته‌های مطالعات فرهنگی و ماده‌گرایی فرهنگی به‌شمار می‌آیند.

## مطالعات ادبی و فرهنگی
- خوانش و نقد (۱۹۵۰)
- ادبیات نمایشی از ایبسن تا الیوت (۱۹۵۲)
- فرهنگ و جامعه (۱۹۵۸)
- انقلاب بلند مدت (۱۹۶۱)
- ارتباطات (۱۹۶۲)
- تراژدی مدرن (۱۹۶۶)
- ادبیات نمایشی بر روی صحنه
- ادبیات نمایشی از ایبسن تا برشت (۱۹۶۸)
- نثر انگلیسی
- رمان انگلیس از دیکنز تا لارنس (۱۹۷۰)
- ارول (۱۹۷۱)
- روستا و شهر (۱۹۷۳)
- کلید واژه‌ها (۱۹۷۶)
- مارکسیسم و ادبیات (۱۹۷۷)
- سیاست و ادبیات
- مسائلی در ماتریالیسم و فرهنگ: گزیده‌ای از مقالات (۱۹۸۰)
- سوسیالیسم و اکولوژی (۱۹۸۲)
- کابت (۱۹۸۳)
- به سوی سال ۲۰۰۰ (۱۹۸۳)
- نوشتن در جامعه (۱۹۸۳)
- ریموند ویلیامز درباره تلویزیون: گزیده مقالات (۱۹۸۹)
- منابع امید
- آنچه برای گفتنش آمده‌ام (۱۹۸۹)
- سیاست مدرنیسم (۱۹۸۹)